# Mariano Padilla y Ramos

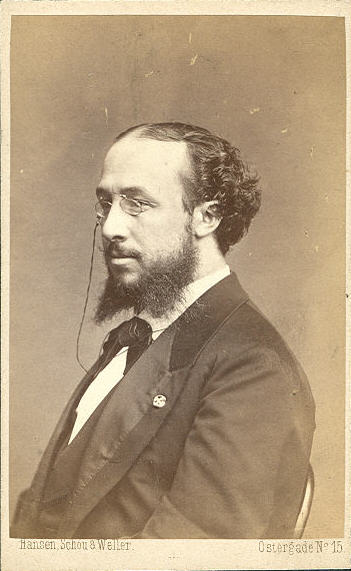
Mariano Padilla y Ramos

Mariano Padilla y Ramos (Murcia, 1842 – Parigi, 21 novembre 1906) è stato un baritono spagnolo, famoso per l'interpretazione del ruolo di Don Giovanni nell'omonima opera di Mozart.

## Biografia
Studiò canto con Mabellini a Firenze e svolse la sua carriera artistica nei maggiori paesi europei, ed in particolare in Inghilterra, dove cantò nella Dinorah di Giacomo Meyerbeer nel 1881. Cantò anche alla Royal Opera House nel 1887 e nello stesso anno a Praga in occasione del centenario della prima rappresentazione dell'opera Don Giovanni.
Egli è forse meglio ricordato come l'uomo che sposò il mezzosoprano belga Désirée Artôt, suscitando grande sorpresa nel suo fidanzato non ufficiale, Pëtr Il'ič Čajkovskij. La Artôt aveva cantato in Russia nel 1868, e si era innamorata di Čajkovskij. I suoi sentimenti furono ricambiati, tanto da arrivare a parlare di matrimonio, anche se non formalizzato. Tuttavia, vi fu una incomprensione tra di loro. Ella doveva continuare il suo programma di recite e partire per Varsavia, e avevano progettato di incontrarsi di nuovo nella sua tenuta vicino a Parigi nell'estate del 1869.
Tuttavia, senza alcun preavviso o qualsiasi comunicazione con Čajkovskij (come le convenzioni sociali del tempo avrebbe richiesto) la Artôt sposò Padilla y Ramos - suo compagno di canto nella stessa compagnia - anche se lei in precedenza lo aveva ridicolizzato con Čajkovskij, e aveva sette anni meno di lei (anche Čajkovskij era cinque anni più giovane). Il matrimonio avvenne il 15 settembre 1869, a Sèvres o a Varsavia.
La loro figlia, il soprano Lola Artôt de Padilla, divenne una famosa cantante d'opera.
Mariano Padilla y Ramos morì a Parigi nel novembre 1906, appena quattro mesi prima della moglie.